# Margarida da Baviera, Marquesa de Mântua
Margarida da Baviera (em alemão:  Margarete von Bayern; Munique, 1 de janeiro de 1442 – Mântua, 14 de outubro de 1479), foi uma nobre alemã que, em 10 de maio de 1463, ao casar com Frederico I Gonzaga, se tornou Marquesa consorte de Mântua.

## Biografia
Era filha de Alberto III, duque da Baviera, e de Ana de Brunsvique-Grubenhagen-Einbeck. O seu casamento com Frederico I ajudou as relações comerciais entre os dois estados. Margarida era corcunda e não falava nem lia italiano quando chegou a Itália, mas a relação com Frederico foi descrita como feliz. A côrte era dominada pela sua sogra, Bárbara de Brandeburgo, também ela de origem germânica, mas Margarida sempre demonstrou ter o tato suficiente para evitar qualquer tipo de conflitos.
Margarida torna-se oficialmente senhora de Mântua em 1478 com a morte do seu sogro Luís III, quando já tinha 36 anos e era mãe de seis filhos. Durante a guerra que manteve contra Aragão, Frederico nomeou Margarida como regente na sua ausência, durante a primavera e verão de 1479.
Todavia, no verão desse ano, durante a ausência do marido, a sua saúde piorou. A notícia da sua morte foi dada ao marido Federico através de uma carta remetida pela sua própria mãe, Bárbara de Brandeburgo. Margarida foi sepultada na Basílica de Santo André de Mântua.

## Descendência
Do seu matrimónio com Frederico nasceram seis filhos:
1. Clara (Chiara) (1464-1503), que casou com Gilberto de Bourbon, duque de Montpensier;
2. Francisco  (Francesco) (1466–1519), que sucederia a seu pai como quarto marquês de Mântua;
3. Sigismundo (Sigismondo) (1469-1523), cardeal em 1505, Bispo de Mântua em 1511;
4. Isabel (Elisabetta) (1471-1526), que casou com Guidobaldo I de Montefeltro, duque de Urbino;
5. Madalena  (Maddalena) 1472-1490), que casou com Giovanni Sforza, senhor de Pesaro;
6. João (Giovanni) (1474–1525), marquês de Vesvovado, casou em 1493 com Laura Bentivoglio, originado o ramo dos Gonzaga-Vescovato.